# 青山延光
青山 延光（あおやま のぶみつ、文化4年10月23日（1807年11月22日） - 明治4年9月29日（1871年11月11日））は、幕末の儒学者。水戸藩士。『大日本史』の校訂作業に尽力し、本紀・列伝の出版に際しては徳川斉昭の跋文を代作した。字は伯卿、通称は量太郎、号は佩弦斎、晩翠。子に青山勇。

## 生涯
青山延于の長男として、水戸城下の田見小路（現在の茨城県水戸市北見町）に生まれた。母は水戸藩士佐野盛章の娘。青山延寿は末弟。江戸の彰考館雇から水戸の彰考館総裁代役、小姓頭、弘道館教授頭取と出世し、最後は大学中博士となった。弘化3年（1846年）からは水戸の彰考館に勤務したが、この時、国史編修頭取として『大日本史』校訂作業に尽力した。また、嘉永2年（1849年）の本紀・列伝の出版に際しては、前藩主徳川斉昭の跋文を代作した。藩政末期、天狗党・諸生党の抗争の激化に際しては、人心を鎮めなだめることに奔走したとされる。学問では史学と文学に優れていた。

## 年譜
- 1824年 江戸彰考館雇となる。
- 1827年 『東藩文献志』の係に任ぜられる。
- 1830年 水戸彰考館総裁代役となる。
- 1840年 小姓頭取兼弘道館教授となる。
- 1843年 家督150石を継ぐ。小姓頭兼弘道館教授頭取となる。
- 1846年 彰考館勤務となり、国史編修頭取として『大日本史』の校訂作業に尽力する。
- 1849年 本紀・列伝の出版に際し、徳川斉昭の跋文を代作する。
- 1852年 小姓頭兼教授頭取として、再び弘道館勤務となる。
- 1869年 大学中博士となる。
- 1871年 東京本郷弓町の自宅で没する。
- 1915年 正五位を追贈された[3]。

## 人物
せっかちで議論好き、痩身で眼光が炯々としていた父・延于とは外見も性格もまったく対照的であった。大兵肥満で慎重かつ温厚な性格、人と争うことを好まず、一見ぼーっとした感じでつかまえどころがなく、水戸を訪れ会見した吉田松陰からは「蒟蒻（コンニャク）党」と評されている。藤田東湖とはほぼ同世代の友人であったが、藩内の派閥抗争からは距離を保ち、弘道館の中では東湖が政治・政論の側面を代表する一方、延光は学問研究の側面を代表する存在であった。またその性格から藩主斉昭により反対派への宥め役として用いられることも多かったという。弟・延寿は兄である延光を「韜晦の名人だ。あんな人を食った人はいない」と述べている。

## 著書
- 『国史紀事本末』
- 『野史纂略』
- 『六雄八将論』